# 全球監視システム
全球監視システム（ぜんきゅうかんししすてむ、英: Global Observing System, GOS）は、世界気象機関（WMO）の世界気象監視計画（WWW）に基づき、各国の気象機関の協力の下で、地上観測・高層大気観測・海洋観測・航空機による観測・気象衛星観測やその他の観測など、多面的な方向から気象観測を実施することによって、構築することを目指す地球規模の気象観測システムである。